# Kim Ho-kon
Kim Ho-kon ((김호곤?, 金鎬坤?); Tongyeong, 26 marzo 1951) è un allenatore di calcio ed ex calciatore sudcoreano, attualmente allenatore dell'Ulsan Hyundai.

## Statistiche

### Cronologia presenze e reti in nazionale
| Cronologia completa delle presenze e delle reti in nazionale ― Corea del Sud | Cronologia completa delle presenze e delle reti in nazionale ― Corea del Sud | Cronologia completa delle presenze e delle reti in nazionale ― Corea del Sud | Cronologia completa delle presenze e delle reti in nazionale ― Corea del Sud | Cronologia completa delle presenze e delle reti in nazionale ― Corea del Sud | Cronologia completa delle presenze e delle reti in nazionale ― Corea del Sud | Cronologia completa delle presenze e delle reti in nazionale ― Corea del Sud | Cronologia completa delle presenze e delle reti in nazionale ― Corea del Sud |
| Data                                                                         | Città                                                                        | In casa                                                                      | Risultato                                                                    | Ospiti                                                                       | Competizione                                                                 | Reti                                                                         | Note                                                                         |
| ---------------------------------------------------------------------------- | ---------------------------------------------------------------------------- | ---------------------------------------------------------------------------- | ---------------------------------------------------------------------------- | ---------------------------------------------------------------------------- | ---------------------------------------------------------------------------- | ---------------------------------------------------------------------------- | ---------------------------------------------------------------------------- |
| 12-11-1971                                                                   | Bangkok                                                                      | Corea del Sud                                                                | 0 – 0                                                                        | Indonesia                                                                    | 1971 King's Cup                                                              | -                                                                            |                                                                              |
| 14-11-1971                                                                   | Bangkok                                                                      | Corea del Sud                                                                | 1 – 1 dts (2 - 1 dtr)                                                        | Vietnam del Sud                                                              | 1971 King's Cup                                                              | -                                                                            |                                                                              |
| 7-5-1972                                                                     | Bangkok                                                                      | Corea del Sud                                                                | 0 – 0 dts (2 - 4 dtr)                                                        | Iraq                                                                         | Coppa d'Asia 1972 - Turno preliminare                                        | -                                                                            |                                                                              |
| 10-5-1972                                                                    | Bangkok                                                                      | Corea del Sud                                                                | 4 – 1                                                                        | Repubblica Khmer                                                             | Coppa d'Asia 1972 - 1º turno                                                 | -                                                                            |                                                                              |
| 12-5-1972                                                                    | Bangkok                                                                      | Corea del Sud                                                                | 1 – 2                                                                        | Kuwait                                                                       | Coppa d'Asia 1972 - 1º turno                                                 | -                                                                            |                                                                              |
| 17-5-1972                                                                    | Bangkok                                                                      | Thailandia                                                                   | 1 – 1 dts (2 - 1 dtr)                                                        | Corea del Sud                                                                | Coppa d'Asia 1972 - Semifinali                                               | -                                                                            |                                                                              |
| 19-5-1972                                                                    | Bangkok                                                                      | Iran                                                                         | 2 – 1                                                                        | Corea del Sud                                                                | Coppa d'Asia 1972 - Finale 3º/4º posto                                       | -                                                                            |                                                                              |
| 15-7-1972                                                                    | Kuala Lumpur                                                                 | Hong Kong                                                                    | 0 – 0                                                                        | Corea del Sud                                                                | Pestabola Merdeka 1972                                                       | -                                                                            |                                                                              |
| 17-7-1972                                                                    | Kuala Lumpur                                                                 | Thailandia                                                                   | 0 – 2                                                                        | Corea del Sud                                                                | Pestabola Merdeka 1972                                                       | -                                                                            |                                                                              |
| 19-7-1972                                                                    | Kuala Lumpur                                                                 | Corea del Sud                                                                | 4 – 1                                                                        | Singapore                                                                    | Pestabola Merdeka 1972                                                       | -                                                                            |                                                                              |
| 23-7-1972                                                                    | Kuala Lumpur                                                                 | Corea del Sud                                                                | 2 – 0                                                                        | Indonesia                                                                    | Pestabola Merdeka 1972                                                       | -                                                                            |                                                                              |
| 26-7-1972                                                                    | Kuala Lumpur                                                                 | Corea del Sud                                                                | 3 – 0                                                                        | Giappone                                                                     | Pestabola Merdeka 1972                                                       | -                                                                            |                                                                              |
| 29-7-1972                                                                    | Kuala Lumpur                                                                 | Malaysia                                                                     | 1 – 2                                                                        | Corea del Sud                                                                | Pestabola Merdeka 1972                                                       | -                                                                            |                                                                              |
| 14-9-1972                                                                    | Tokyo                                                                        | Giappone                                                                     | 2 – 2                                                                        | Corea del Sud                                                                | Korea-Japan Annual Match                                                     | -                                                                            |                                                                              |
| 20-9-1972                                                                    | Seul                                                                         | Corea del Sud                                                                | 3 – 0                                                                        | Thailandia                                                                   | 1972 President's Cup                                                         | -                                                                            |                                                                              |
| 22-9-1972                                                                    | Seul                                                                         | Corea del Sud                                                                | 3 – 1                                                                        | Repubblica Khmer                                                             | 1972 President's Cup                                                         | -                                                                            |                                                                              |
| 24-9-1972                                                                    | Seul                                                                         | Corea del Sud                                                                | 2 – 0                                                                        | Malaysia                                                                     | 1972 President's Cup                                                         | -                                                                            |                                                                              |
| 27-9-1972                                                                    | Seul                                                                         | Corea del Sud                                                                | 0 – 1                                                                        | Birmania                                                                     | 1972 President's Cup                                                         | -                                                                            |                                                                              |
| 30-9-1972                                                                    | Seul                                                                         | Corea del Sud                                                                | 1 – 0                                                                        | Malaysia                                                                     | 1972 President's Cup                                                         | -                                                                            |                                                                              |
| 22-10-1972                                                                   | Seul                                                                         | Corea del Sud                                                                | 1 – 1                                                                        | Australia                                                                    | Amichevole                                                                   | -                                                                            |                                                                              |
| 24-10-1972                                                                   | Seul                                                                         | Corea del Sud                                                                | 0 – 2                                                                        | Australia                                                                    | Amichevole                                                                   | -                                                                            |                                                                              |
| 19-5-1973                                                                    | Seul                                                                         | Corea del Sud                                                                | 4 – 0                                                                        | Thailandia                                                                   | Qual. Mondiali 1974                                                          | -                                                                            |                                                                              |
| 21-5-1973                                                                    | Seul                                                                         | Corea del Sud                                                                | 0 – 0                                                                        | Malaysia                                                                     | Qual. Mondiali 1974                                                          | -                                                                            |                                                                              |
| 23-5-1973                                                                    | Seul                                                                         | Corea del Sud                                                                | 0 – 0                                                                        | Israele                                                                      | Qual. Mondiali 1974                                                          | -                                                                            |                                                                              |
| 26-5-1973                                                                    | Seul                                                                         | Corea del Sud                                                                | 3 – 1                                                                        | Hong Kong                                                                    | Qual. Mondiali 1974                                                          | -                                                                            |                                                                              |
| 28-5-1973                                                                    | Seul                                                                         | Corea del Sud                                                                | 1 – 0                                                                        | Israele                                                                      | Qual. Mondiali 1974                                                          | -                                                                            |                                                                              |
| 23-6-1972                                                                    | Seul                                                                         | Corea del Sud                                                                | 2 – 0                                                                        | Giappone                                                                     | Korea-Japan Annual Match                                                     | -                                                                            |                                                                              |
| 22-9-1973                                                                    | Seul                                                                         | Corea del Sud                                                                | 6 – 0                                                                        | Repubblica Khmer                                                             | 1973 President's Cup                                                         | -                                                                            |                                                                              |
| 24-9-1973                                                                    | Seul                                                                         | Corea del Sud                                                                | 3 – 1                                                                        | Indonesia                                                                    | 1972 President's Cup                                                         | -                                                                            |                                                                              |
| 28-9-1973                                                                    | Seul                                                                         | Corea del Sud                                                                | 0 – 1                                                                        | Birmania                                                                     | 1973 President's Cup                                                         | -                                                                            | 38’                                                                          |
| 28-10-1973                                                                   | Sydney                                                                       | Australia                                                                    | 0 – 0                                                                        | Corea del Sud                                                                | Qual. Mondiali 1974                                                          | -                                                                            | 34’                                                                          |
| 10-11-1973                                                                   | Seul                                                                         | Corea del Sud                                                                | 2 – 2                                                                        | Australia                                                                    | Qual. Mondiali 1974                                                          | -                                                                            |                                                                              |
| 13-11-1973                                                                   | Hong Kong                                                                    | Australia                                                                    | 1 – 0                                                                        | Corea del Sud                                                                | Qual. Mondiali 1974                                                          | -                                                                            |                                                                              |
| 16-12-1973                                                                   | Bangkok                                                                      | Corea del Sud                                                                | 5 – 0                                                                        | Repubblica Khmer                                                             | 1973 King's Cup                                                              | -                                                                            |                                                                              |
| 18-12-1973                                                                   | Bangkok                                                                      | Corea del Sud                                                                | 0 – 0                                                                        | Malaysia                                                                     | 1973 King's Cup                                                              | -                                                                            |                                                                              |
| 22-12-1973                                                                   | Bangkok                                                                      | Corea del Sud                                                                | 2 – 0                                                                        | Birmania                                                                     | 1973 King's Cup                                                              | -                                                                            |                                                                              |
| 25-12-1973                                                                   | Bangkok                                                                      | Malaysia                                                                     | 1 – 2                                                                        | Corea del Sud                                                                | 1973 King's Cup                                                              | -                                                                            |                                                                              |
| 13-5-1974                                                                    | Seul                                                                         | Corea del Sud                                                                | 0 – 1                                                                        | Repubblica Khmer                                                             | 1974 President's Cup                                                         | -                                                                            |                                                                              |
| 18-5-1974                                                                    | Seul                                                                         | Corea del Sud                                                                | 3 – 0                                                                        | Birmania                                                                     | 1974 President's Cup                                                         | -                                                                            |                                                                              |
| 4-9-1974                                                                     | Tehran                                                                       | Corea del Sud                                                                | 1 – 0                                                                        | Thailandia                                                                   | Giochi asiatici 1974                                                         | -                                                                            |                                                                              |
| 6-9-1974                                                                     | Tehran                                                                       | Kuwait                                                                       | 4 – 0                                                                        | Corea del Sud                                                                | Giochi asiatici 1974                                                         | -                                                                            |                                                                              |
| 9-9-1974                                                                     | Tehran                                                                       | Corea del Sud                                                                | 1 – 1                                                                        | Iraq                                                                         | Giochi asiatici 1974                                                         | -                                                                            |                                                                              |
| 11-9-1974                                                                    | Tehran                                                                       | Iran                                                                         | 2 – 0                                                                        | Corea del Sud                                                                | Giochi asiatici 1974                                                         | -                                                                            |                                                                              |
| 13-9-1974                                                                    | Tehran                                                                       | Malaysia                                                                     | 3 – 2                                                                        | Corea del Sud                                                                | Giochi asiatici 1974                                                         | -                                                                            |                                                                              |
| 11-12-1974                                                                   | Bangkok                                                                      | Corea del Sud                                                                | 4 – 0                                                                        | Indonesia                                                                    | King's Cup 1974                                                              | -                                                                            |                                                                              |
| 13-12-1974                                                                   | Bangkok                                                                      | Corea del Sud                                                                | 2 – 1                                                                        | Repubblica Khmer                                                             | King's Cup 1974                                                              | -                                                                            |                                                                              |
| 15-12-1974                                                                   | Bangkok                                                                      | Corea del Sud                                                                | 2 – 2                                                                        | Vietnam del Sud                                                              | King's Cup 1974                                                              | -                                                                            |                                                                              |
| 18-12-1974                                                                   | Bangkok                                                                      | Corea del Sud                                                                | 0 – 0                                                                        | Malaysia                                                                     | King's Cup 1974                                                              | -                                                                            |                                                                              |
| 20-12-1974                                                                   | Bangkok                                                                      | Thailandia                                                                   | 1 – 3                                                                        | Corea del Sud                                                                | King's Cup 1974                                                              | -                                                                            |                                                                              |
| 25-12-1974                                                                   | Hong Kong                                                                    | Corea del Sud                                                                | 3 – 1                                                                        | Indonesia                                                                    | Hong Kong Tournament                                                         | -                                                                            |                                                                              |
| 16-3-1975                                                                    | Bangkok                                                                      | Malaysia                                                                     | 2 – 1                                                                        | Corea del Sud                                                                | Qual. Coppa d'Asia 1976                                                      | -                                                                            |                                                                              |
| 24-3-1975                                                                    | Bangkok                                                                      | Thailandia                                                                   | 1 – 0                                                                        | Corea del Sud                                                                | Qual. Coppa d'Asia 1976                                                      | -                                                                            |                                                                              |
| 16-5-1975                                                                    | Seul                                                                         | Corea del Sud                                                                | 1 – 0                                                                        | Libano                                                                       | 1975 President's Cup                                                         | -                                                                            |                                                                              |
| 22-5-1975                                                                    | Seul                                                                         | Corea del Sud                                                                | 1 – 0                                                                        | Birmania                                                                     | 1975 President's Cup                                                         | -                                                                            |                                                                              |
| 12-6-1975                                                                    | Giacarta                                                                     | Birmania                                                                     | 0 – 2                                                                        | Corea del Sud                                                                | Jakarta Anniversary Tournament                                               | -                                                                            |                                                                              |
| 16-6-1975                                                                    | Giacarta                                                                     | Malaysia                                                                     | 1 – 1 dts (4-3 dtr)                                                          | Corea del Sud                                                                | Jakarta Anniversary Tournament                                               | -                                                                            |                                                                              |
| 18-6-1975                                                                    | Giacarta                                                                     | Indonesia                                                                    | 3 – 2                                                                        | Corea del Sud                                                                | Jakarta Anniversary Tournament                                               | -                                                                            |                                                                              |
| 29-7-1975                                                                    | Kuala Lumpur                                                                 | Malaysia                                                                     | 1 – 3                                                                        | Corea del Sud                                                                | Pestabola Merdeka 1975                                                       | -                                                                            |                                                                              |
| 1-8-1975                                                                     | Kuala Lumpur                                                                 | Corea del Sud                                                                | 1 – 0                                                                        | Hong Kong                                                                    | Pestabola Merdeka 1975                                                       | -                                                                            |                                                                              |
| 3-8-1975                                                                     | Kuala Lumpur                                                                 | Corea del Sud                                                                | 3 – 2                                                                        | Birmania                                                                     | Pestabola Merdeka 1975                                                       | 1                                                                            |                                                                              |
| 7-8-1975                                                                     | Kuala Lumpur                                                                 | Corea del Sud                                                                | 6 – 0                                                                        | Thailandia                                                                   | Pestabola Merdeka 1975                                                       | -                                                                            |                                                                              |
| 9-8-1975                                                                     | Kuala Lumpur                                                                 | Corea del Sud                                                                | 3 – 1                                                                        | Giappone                                                                     | Pestabola Merdeka 1975                                                       | -                                                                            |                                                                              |
| 11-8-1975                                                                    | Kuala Lumpur                                                                 | Corea del Sud                                                                | 5 – 1                                                                        | Indonesia                                                                    | Pestabola Merdeka 1975                                                       | -                                                                            |                                                                              |
| 15-8-1975                                                                    | Kuala Lumpur                                                                 | Corea del Sud                                                                | 4 – 0                                                                        | Bangladesh                                                                   | Pestabola Merdeka 1975                                                       | -                                                                            |                                                                              |
| 17-8-1975                                                                    | Kuala Lumpur                                                                 | Malaysia                                                                     | 0 – 1                                                                        | Corea del Sud                                                                | Pestabola Merdeka 1975                                                       | -                                                                            |                                                                              |
| 8-9-1975                                                                     | Seul                                                                         | Corea del Sud                                                                | 3 – 0                                                                        | Giappone                                                                     | Korea-Japan Annual Match                                                     | -                                                                            |                                                                              |
| 21-12-1975                                                                   | Bangkok                                                                      | Corea del Sud                                                                | 3 – 1                                                                        | Birmania                                                                     | King's Cup 1975                                                              | -                                                                            |                                                                              |
| 23-12-1975                                                                   | Bangkok                                                                      | Thailandia                                                                   | 2 – 1                                                                        | Corea del Sud                                                                | King's Cup 1975                                                              | -                                                                            |                                                                              |
| 27-12-1975                                                                   | Bangkok                                                                      | Corea del Sud                                                                | 2 – 0                                                                        | Indonesia                                                                    | King's Cup 1975                                                              | -                                                                            |                                                                              |
| 30-12-1975                                                                   | Bangkok                                                                      | Corea del Sud                                                                | 5 – 0                                                                        | Singapore                                                                    | King's Cup 1975                                                              | -                                                                            |                                                                              |
| 4-1-1976                                                                     | Bangkok                                                                      | Corea del Sud                                                                | 1 – 0                                                                        | Birmania                                                                     | King's Cup 1975                                                              | -                                                                            |                                                                              |
| 7-8-1976                                                                     | Kuala Lumpur                                                                 | Malaysia                                                                     | 2 – 1                                                                        | Corea del Sud                                                                | Pestabola Merdeka 1976                                                       | -                                                                            |                                                                              |
| 10-8-1976                                                                    | Kuala Lumpur                                                                 | India                                                                        | 0 – 8                                                                        | Corea del Sud                                                                | Pestabola Merdeka 1976                                                       | 1                                                                            |                                                                              |
| 12-8-1976                                                                    | Kuala Lumpur                                                                 | Corea del Sud                                                                | 2 – 0                                                                        | Indonesia                                                                    | Pestabola Merdeka 1976                                                       | -                                                                            |                                                                              |
| 15-8-1976                                                                    | Kuala Lumpur                                                                 | Corea del Sud                                                                | 2 – 0                                                                        | Birmania                                                                     | Pestabola Merdeka 1976                                                       | -                                                                            |                                                                              |
| 18-8-1976                                                                    | Kuala Lumpur                                                                 | Corea del Sud                                                                | 0 – 0                                                                        | Giappone                                                                     | Pestabola Merdeka 1976                                                       | -                                                                            |                                                                              |
| 20-8-1976                                                                    | Kuala Lumpur                                                                 | Corea del Sud                                                                | 2 – 1                                                                        | Thailandia                                                                   | Pestabola Merdeka 1976                                                       | -                                                                            |                                                                              |
| 11-9-1976                                                                    | Seul                                                                         | Corea del Sud                                                                | 4 – 4                                                                        | Malaysia                                                                     | 1976 President's Cup                                                         | -                                                                            |                                                                              |
| 13-9-1976                                                                    | Seul                                                                         | Corea del Sud                                                                | 4 – 0                                                                        | India                                                                        | 1976 President's Cup                                                         | -                                                                            |                                                                              |
| 17-9-1976                                                                    | Seul                                                                         | Corea del Sud                                                                | 7 – 0                                                                        | Singapore                                                                    | 1976 President's Cup                                                         | -                                                                            |                                                                              |
| 23-9-1976                                                                    | Seul                                                                         | Corea del Sud                                                                | 2 – 0                                                                        | Nuova Zelanda                                                                | 1976 President's Cup                                                         | -                                                                            |                                                                              |
| 4-12-1976                                                                    | Tokyo                                                                        | Giappone                                                                     | 1 – 2                                                                        | Corea del Sud                                                                | Korea-Japan Annual Match                                                     | -                                                                            |                                                                              |
| 15-12-1976                                                                   | Bangkok                                                                      | Thailandia                                                                   | 2 – 1                                                                        | Corea del Sud                                                                | King's Cup 1976                                                              | -                                                                            |                                                                              |
| 17-12-1976                                                                   | Bangkok                                                                      | Corea del Sud                                                                | 4 – 0                                                                        | Singapore                                                                    | King's Cup 1976                                                              | -                                                                            |                                                                              |
| 22-12-1976                                                                   | Bangkok                                                                      | Malaysia                                                                     | 1 – 1                                                                        | Corea del Sud                                                                | King's Cup 1976                                                              | -                                                                            |                                                                              |
| 14-2-1977                                                                    | Singapore                                                                    | Singapore                                                                    | 0 – 4                                                                        | Corea del Sud                                                                | Amichevole                                                                   | -                                                                            | 46’                                                                          |
| 18-2-1977                                                                    | Manama                                                                       | Bahrein                                                                      | 1 – 4                                                                        | Corea del Sud                                                                | Amichevole                                                                   | -                                                                            |                                                                              |
| 20-2-1977                                                                    | Manama                                                                       | Bahrein                                                                      | 1 – 1                                                                        | Corea del Sud                                                                | Amichevole                                                                   | -                                                                            | 45’                                                                          |
| 3-4-1977                                                                     | Seul                                                                         | Corea del Sud                                                                | 1 – 0                                                                        | Giappone                                                                     | Qual. Mondiali 1978                                                          | -                                                                            |                                                                              |
| 15-6-1977                                                                    | Seul                                                                         | Corea del Sud                                                                | 2 – 1                                                                        | Giappone                                                                     | Korea-Japan Annual Match                                                     | -                                                                            |                                                                              |
| 26-6-1977                                                                    | Hong Kong                                                                    | Hong Kong                                                                    | 0 – 1                                                                        | Corea del Sud                                                                | Qual. Mondiali 1978                                                          | -                                                                            |                                                                              |
| 3-7-1977                                                                     | Pusan                                                                        | Corea del Sud                                                                | 0 – 0                                                                        | Iran                                                                         | Qual. Mondiali 1978                                                          | -                                                                            |                                                                              |
| 17-7-1977                                                                    | Kuala Lumpur                                                                 | Corea del Sud                                                                | 4 – 0                                                                        | Libia                                                                        | Pestabola Merdeka 1977                                                       | -                                                                            |                                                                              |
| 20-7-1977                                                                    | Kuala Lumpur                                                                 | Corea del Sud                                                                | 4 – 1                                                                        | Thailandia                                                                   | Pestabola Merdeka 1977                                                       | -                                                                            |                                                                              |
| 22-7-1977                                                                    | Kuala Lumpur                                                                 | Corea del Sud                                                                | 5 – 1                                                                        | Indonesia                                                                    | Pestabola Merdeka 1977                                                       | -                                                                            |                                                                              |
| 24-7-1977                                                                    | Kuala Lumpur                                                                 | Corea del Sud                                                                | 4 – 0                                                                        | Birmania                                                                     | Pestabola Merdeka 1977                                                       | -                                                                            |                                                                              |
| 26-7-1977                                                                    | Kuala Lumpur                                                                 | Malaysia                                                                     | 1 – 1                                                                        | Corea del Sud                                                                | Pestabola Merdeka 1977                                                       | -                                                                            |                                                                              |
| 28-7-1977                                                                    | Kuala Lumpur                                                                 | Iraq                                                                         | 1 – 1                                                                        | Corea del Sud                                                                | Pestabola Merdeka 1977                                                       | -                                                                            |                                                                              |
| 31-7-1977                                                                    | Kuala Lumpur                                                                 | Corea del Sud                                                                | 1 – 0                                                                        | Iraq                                                                         | Pestabola Merdeka 1977                                                       | -                                                                            |                                                                              |
| 27-8-1977                                                                    | Sydney                                                                       | Australia                                                                    | 1 – 2                                                                        | Corea del Sud                                                                | Qual. Mondiali 1978                                                          | -                                                                            |                                                                              |
| 3-9-1977                                                                     | Seul                                                                         | Corea del Sud                                                                | 5 – 1                                                                        | Thailandia                                                                   | 1977 President's Cup                                                         | -                                                                            |                                                                              |
| 13-9-1977                                                                    | Seul                                                                         | Corea del Sud                                                                | 3 – 0                                                                        | Malaysia                                                                     | 1977 President's Cup                                                         | -                                                                            |                                                                              |
| 9-10-1977                                                                    | Seul                                                                         | Corea del Sud                                                                | 1 – 0                                                                        | Kuwait                                                                       | Qual. Mondiali 1978                                                          | -                                                                            |                                                                              |
| 23-10-1977                                                                   | Seul                                                                         | Corea del Sud                                                                | 1 – 0                                                                        | Australia                                                                    | Qual. Mondiali 1978                                                          | -                                                                            |                                                                              |
| 5-11-1977                                                                    | Madinat al-Kuwait                                                            | Kuwait                                                                       | 2 – 2                                                                        | Corea del Sud                                                                | Qual. Mondiali 1978                                                          | -                                                                            | 52’                                                                          |
| 4-12-1977                                                                    | Pusan                                                                        | Corea del Sud                                                                | 5 – 2                                                                        | Hong Kong                                                                    | Qual. Mondiali 1978                                                          | 1                                                                            |                                                                              |
| 12-7-1978                                                                    | Kuala Lumpur                                                                 | Malaysia                                                                     | 1 – 3                                                                        | Corea del Sud                                                                | Pestabola Merdeka 1978                                                       | -                                                                            |                                                                              |
| 14-7-1978                                                                    | Kuala Lumpur                                                                 | Corea del Sud                                                                | 3 – 0                                                                        | Thailandia                                                                   | Pestabola Merdeka 1978                                                       | -                                                                            |                                                                              |
| 16-7-1978                                                                    | Kuala Lumpur                                                                 | Corea del Sud                                                                | 2 – 0                                                                        | Singapore                                                                    | Pestabola Merdeka 1978                                                       | -                                                                            |                                                                              |
| 19-7-1978                                                                    | Kuala Lumpur                                                                 | Corea del Sud                                                                | 4 – 0                                                                        | Giappone                                                                     | Pestabola Merdeka 1978                                                       | 1                                                                            |                                                                              |
| 22-7-1978                                                                    | Kuala Lumpur                                                                 | Corea del Sud                                                                | 2 – 0                                                                        | Iraq                                                                         | Pestabola Merdeka 1978                                                       | -                                                                            |                                                                              |
| 25-7-1978                                                                    | Kuala Lumpur                                                                 | Corea del Sud                                                                | 2 – 0                                                                        | Indonesia                                                                    | Pestabola Merdeka 1978                                                       | -                                                                            | 45’                                                                          |
| 27-7-1978                                                                    | Kuala Lumpur                                                                 | Siria                                                                        | 0 – 2                                                                        | Corea del Sud                                                                | Pestabola Merdeka 1978                                                       | -                                                                            |                                                                              |
| 29-7-1978                                                                    | Kuala Lumpur                                                                 | Corea del Sud                                                                | 2 – 0                                                                        | Iraq                                                                         | Pestabola Merdeka 1978                                                       | -                                                                            |                                                                              |
| 11-9-1978                                                                    | Pusan                                                                        | Corea del Sud                                                                | 2 – 2                                                                        | Malaysia                                                                     | 1978 President's Cup                                                         | -                                                                            |                                                                              |
| 13-9-1978                                                                    | Taegu                                                                        | Corea del Sud                                                                | 3 – 1                                                                        | Bahrein                                                                      | 1978 President's Cup                                                         | -                                                                            |                                                                              |
| 15-12-1978                                                                   | Bangkok                                                                      | Giappone                                                                     | 1 – 3                                                                        | Corea del Sud                                                                | Giochi asiatici 1978                                                         | -                                                                            |                                                                              |
| 17-12-1978                                                                   | Bangkok                                                                      | Cina                                                                         | 0 – 1                                                                        | Corea del Sud                                                                | Giochi asiatici 1978                                                         | -                                                                            |                                                                              |
| 19-12-1978                                                                   | Bangkok                                                                      | Thailandia                                                                   | 1 – 3                                                                        | Corea del Sud                                                                | Giochi asiatici 1978                                                         | -                                                                            |                                                                              |
| 20-12-1978                                                                   | Bangkok                                                                      | Corea del Nord                                                               | 0 – 0                                                                        | Corea del Sud                                                                | Giochi asiatici 1978                                                         | -                                                                            |                                                                              |
| 4-3-1979                                                                     | Tokyo                                                                        | Giappone                                                                     | 2 – 1                                                                        | Corea del Sud                                                                | Korea-Japan Annual Match                                                     | -                                                                            |                                                                              |
| Totale                                                                       |                                                                              | Presenze                                                                     | 121                                                                          |                                                                              | Reti                                                                         | 4                                                                            |                                                                              |

## Palmarès

### Allenatore

#### Competizioni nazionali
- Korean League Cup: 1

Ulsan Hyundai: 2011

#### Competizioni internazionali
- AFC Champions League: 1

Ulsan Hyundai: 2012